# Onthophagus tricolor
Onthophagus tricolor är en skalbaggsart som beskrevs av Antoine Boucomont 1914. Onthophagus tricolor ingår i släktet Onthophagus och familjen bladhorningar. Inga underarter finns listade i Catalogue of Life.